# Bille Brown
Bille Brown, nome completo di William Gerard Brown (Biloela, 11 gennaio 1952 – Brisbane, 13 gennaio 2013), è stato un attore australiano.
Ha iniziato in teatro (dove ha calcato un lungo curriculum) dove si è dedicato, oltre alla recitazione, anche alla drammaturgia.
Invece in televisione e al cinema, ha iniziato a partire dal 1997.
È morto nel 2013, due giorni dopo aver compiuto 61 anni, per un cancro all'intestino.

## Filmografia parziale
- Creature selvagge (Fierce Creatures), regia di Fred Schepisi e Robert Young (1997)
- Le cronache di Narnia - Il viaggio del veliero (The Chronicles of Narnia: The Voyage of the Dawn Treader), regia di Michael Apted (2010)
- Killer Elite, regia di Gary McKendry (2011)

## Doppiatori italiani
- Luca Biagini in Le cronache di Narnia - Il viaggio del veliero
- Angelo Nicotra in Killer Elite